# Molho de velouté

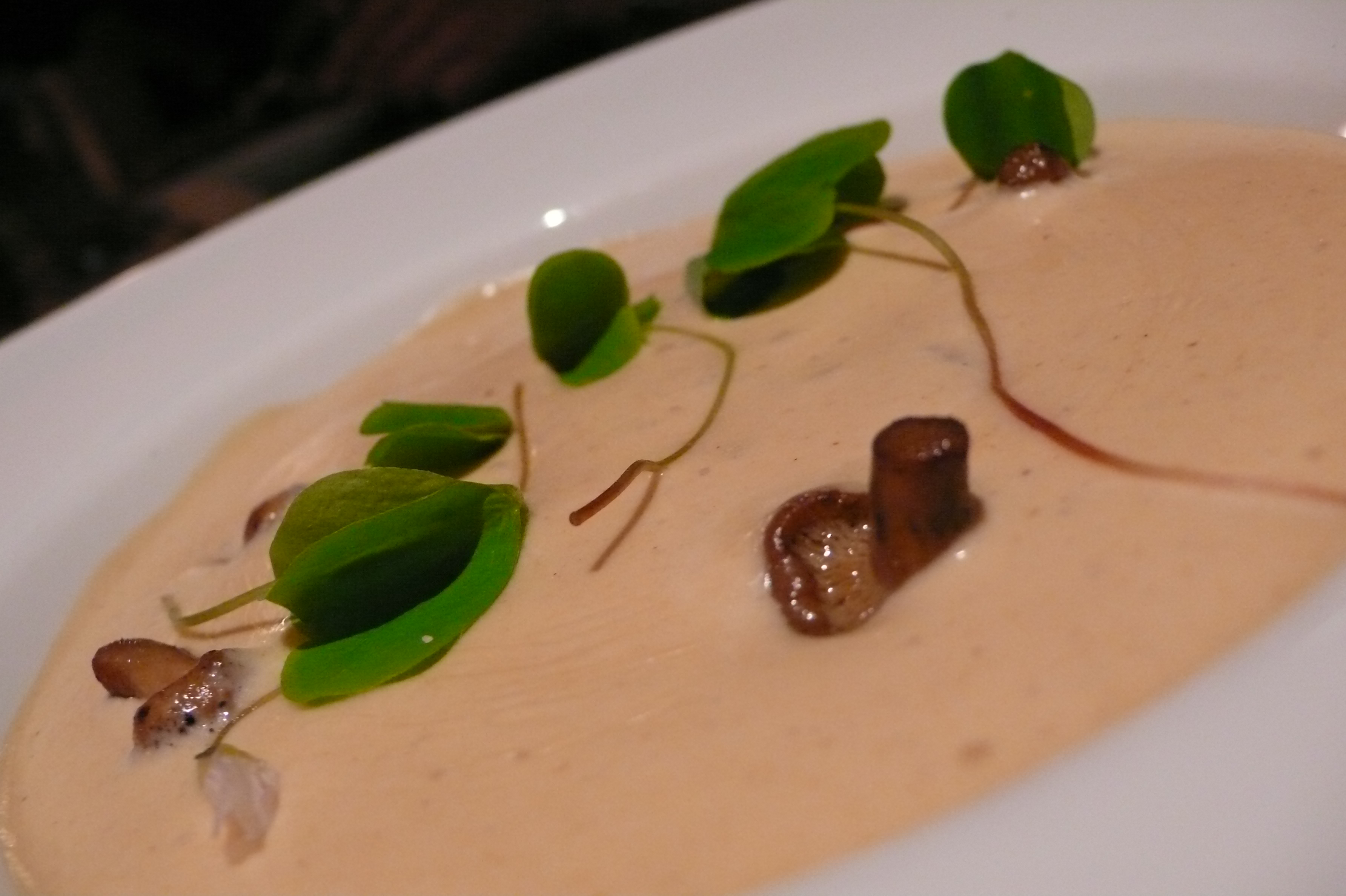
Molho velouté companhado de cogumelos.

O velouté é um molho da cozinha francesa. O preparo do velouté consiste em um caldo claro, onde os ossos são usados sem serem torrados, podendo-se optar por carcaça de frango - mais versátil - vitela ou peixe, engrossados com roux. Esse molho é bastante semelhante ao béchamel, mas não é diluído em leite.
O roux, formado de  manteiga e farinha, juntamente com os fundos claros de peixe, frango temperados com pimenta do reino e sal produzem os veloutés de frango, peixe e vitela. É frequentemente servido acompanhando preparos de aves domésticas, frutos do mar e pescados. 
O velouté pode ser usado como base para outros molhos. Alguns outros molhos derivados da base de velouté são o allemande (adicionando à mistura suco de limão, gema de ovos e creme) ou ainda o molho suprème (adicionando cogumelos e creme ao caldo de galinha) e o molho Bercy (adicionando cebolas, chalotas e vinho branco ao velouté de peixe).